# Внуков, Денис
Денис Внуков (эст. Denis Vnukov; 1 ноября 1991, Таллин) — эстонский футболист и игрок в мини-футбол, полузащитник.

## Биография
В детстве занимался футболом в различных клубах Таллина — «Реал», «Штромми», «ТФМК». На взрослом уровне начал выступать в первой лиге в 2007 году в составе второй команды ТФМК. После расформирования клуба в конце 2008 года перешёл в другой таллинский клуб — «Нымме Калью». За основную команду «Нымме Калью» дебютировал в матче высшей лиги Эстонии 24 апреля 2010 года против «Лоотуса», отыграв все 90 минут. В 2010 году сыграл 16 матчей за «Нымме Калью», в большинстве из них выходил в стартовом составе. Однако затем команда усилилась и Внуков потерял место в составе. В 2011 году, когда клуб завоевал серебряные медали, игрок провёл один матч, в первом клуге «золотого» сезона 2012 года также сыграл один матч, а летом был отдан в аренду в таллинский «Калев».
В 2013 году перешёл в «Нарва-Транс», сыграл 9 матчей на старте сезона, но затем покинул клуб и до конца сезона выступал в первой лиге за «Феникс» (Йыхви), стал вице-чемпионом первой лиги. Затем перешёл в «Калев» (Силламяэ), с которым в 2014 году стал вице-чемпионом Эстонии и играл в матчах еврокубков. В 2016 году перешёл в «Инфонет», где изначально рассматривался как игрок замены, сыграл за сезон 9 матчей и стал со своим клубом чемпионом страны. На следующий год вернулся в клуб из Силламяэ, однако по окончании сезона 2017 года клуб обанкротился и упал в четвёртый дивизион.
В 2018 году Внуков присоединился к амбициозному клубу «Легион» (Таллин), с которым за два сезона поднялся из третьего дивизиона в высший. По состоянию на 2020 год был капитаном команды. В 2021 году перешёл в команду третьей лиги Исландии «Фьярдабиггд».
Всего в высшей лиге Эстонии сыграл 158 матчей и забил 10 голов (по состоянию на конец 2021 года).
Помимо большого футбола выступал в мини-футболе. В сезоне 2021/22 играл за таллинский «Космос» и забил более 30 голов в чемпионате Эстонии. С 2023 года играет за таллинский клуб «Бункер Партнер».

### В сборной
С декабря 2021 года выступает за сборную Эстонии по мини-футболу.

## Достижения
- Чемпион Эстонии: 2016
- Серебряный призёр чемпионата Эстонии: 2011, 2014

### Футзал
- Чемпион Эстонии (3): 2021/22, 2022/23[4], 2024/25[5]
- Серебряный призёр чемпионата Эстонии (1): 2023/24
- Обладатель Кубка Эстонии (2): 2022/23[6], 2024/25[7]
- Лучший игрок (1): 2023/2024[8]